# HMS Plymouth (F126)
HMS Plymouth (F126) fue una fragata de la Marina Real británica nombrada en honor a la ciudad inglesa de Plymouth. Entró en servicio en 1959, siendo uno de 12 barcos clase Rothesay. Estuvo en servicio activo durante la Guerra Fría, sirvió en el Extremo Oriente y Australia, donde fue el principal buque de varios escuadrones. En 1982, el Plymouth fue uno de los primeros buques en llegar al Atlántico Sur durante la guerra de las Malvinas.

## Historia
La clase Rothesay a la que pertenecía la Plymouth fue ordenada en 1955 y se constituyó por otras ocho fragatas: Yarmouth, Lowestoft, Brighton, Rothesay, Londonderry, Falmouth, Berwick y Rhyl. La construcción de la Yarmouth fue llevada a cabo por el HMNB Devonport. La puesta de quilla fue el 1 de julio de 1958, la botadura el 20 de julio de 1959 y la entrada al servicio el 11 de mayo de 1961. Tenía una eslora de 112,7 m, una manga de 12,5 m y un calado de 3,9 m con un desplazamiento de 2560 t. Podía alcanzar los 29 nudos de velocidad gracias a sus dos turbinas de engranajes de 30 000 shp de potencia. Su armamento consistía en un lanzador cuádruple de misiles antiaéreos Sea Cat, dos cañones de 115 mm de calibre, otros dos de 40 mm, un mortero antisubmarino triple y 12 tubos lanzatorpedos de 533 mm.

### Guerra de las Malvinas
En un incidente separado, la fragata HMS Plymouth soportó el ataque de seis IAI Dagger de la Fuerza Aérea Sur, que la golpearon con cuatro bombas de 1000 libras. El buque sufrió severos daños y cinco marineros fueron heridos. Aunque todas las bombas no explotaron, el ataque causó la explosión de al menos una carga de profundidad sobre su cubierta. El barco se hallaba en el estrecho de San Carlos, frente a Puerto Darwin, bombardeando el área del monte Rosalía.
Los Dagger armados cada uno con dos bombas retardadas por paracaídas se dirigieron a atacar objetivos navales formados en dos secciones: la primera ―indicativo Perro― al mando del capitán Carlos Rohde, los primeros tenientes José Gabari y Jorge Óscar Ratti. Realizó varias misiones de ataque a buques y posiciones enemigas en San Carlos y Bahía Agradable, al colaborar en las averías de una fragata y un destructor -Plymouth uno de ellos-, que motivaron la retirada parcial de la flota enemiga en uno de los días más negros para los británicos. También fue condecorado con la medalla "Al valor en combate".] y la segunda sección ―indicativo Gato―, al mando del capitán Amílcar Cimatti, secundado por el Mayor Carlos Napoléon Martínez y el teniente Carlos Antonietti.
Fue retirada del servicio en 1988.